# Mar Saura
María del Mar Gómez Saura, coneguda com a Mar Saura (Barcelona, 16 d'octubre de 1975), és una actriu, model i presentadora de televisió.

## Biografia
Va ser Miss Barcelona 1992, classificant en Miss Espanya 1993 com 1a Dama d'Honor de la guanyadora Eugenia Santana.
Comença la seva carrera professional com a model publicitària a mitjan dècada dels noranta rodant nombrosos anuncis per a televisió. La seva posterior evolució li porta a desfilar en les passarel·les Gaudí i Cibeles de la mà de Francina International Modeling Agency, i a residir a Nova York, Milà i Japó.
Després de donar per finalitzada la seva etapa com a model, inicia la seva activitat com presentadora de televisió i, actualment, actriu. En aquesta última faceta, va participar en el repartiment de la sèrie Una de dos (1998-1999), interpretada per Lina Morgan per a Televisió espanyola, a més d'intervenir en alguns episodis d'altres sèries espanyoles de televisió. En cinema va rodar la pel·lícula infantil El rey de la granja (2002).
Enfront de les seves puntuals incursions en el món de la interpretació, la seva trajectòria com a presentadora ha estat més inflada, des que es posés al capdavant de l'espai Mírame (2000-2001), d'Antena 3, substituint Silvia Jato.
Amb posterioritat ha presentat diversos programes de varietats com La noche de los errores (2002), amb Josema Yuste; Verano Noche (2002), amb Bertín Osborne; El show de los récords (2001), amb Manu Carreño, una col·laboració a A plena luz (2002), amb Pedro Piqueras, els concursos Doble y más (2003) i Llama y gana (2003) -tots ells a Antena 3 - i Noche Sensacional (2007) a Canal Nou, a més de nombroses gales en TVE, entre elles els especials de Nit de cap d'any corresponents a 2003, 2004 i 2005, tots ells dirigits per José Luis Moreno.
A través de José Luis Moreno i de la mà de Telecinco Mar, recupera la seva faceta d'actriu, des de finals de 2008 interpretant a la nova núvia de Miguel, una advocada anomenada Ainhoa, formant la parella jove d' Escenas de matrimonio.
A Mèxic el 2010 participa a les sèries Capadocia i Mujeres asesinas, aconseguint ser considerada una de les llatines del moment (al febrer de 2010) al costat del cubà William Levy, motiu pel qual van posar per a la revista Glamour en un enclavament d'excepció, l'Icon Vallarta vestits de Dolce & Gabbana.
En 2011, de nou en Telecinco, intervé en la sèrie Ángel o demonio com Alexia. Actualment te un bloc a la revista online Mujerhoy.com en la qual comparteix els seus looks. Ha estat triada com una de les dones més elegants a la Red Carpet.
En abril de 2013 va començar a gravar a Cuatro al costat de Rubén Poveda el programa Inteligencia artificial.
En 2013 participa en un capítol de la tercera temporada de Los misterios de Laura a TVE. Ja en 2014 interpretà a La madrastra al capítol "Blancanieves" de la serie Cuéntame un cuento a Antena 3. En 2015 interpretà Olga, xicota de Fermín, a La que se avecina de Telecinco. El 2015 va tenir una breu participació a El Ministerio del Tiempo, convertint-se en personatge regular en la segona temporada, emesa en 2016, on interpreta a Susana Torres, nova Sotssecretària de la institució.

### Vida personal
El 15 d'abril de 2005 es va casar amb Javier Revuelta del Peral, president de la Real Federació Espanyola de Hípica, en Madrid i tenen una filla, Claudia, nascuda el 23 de juliol de 2005.
Mar dona a llum al seu segon fill, Javier, l'1 d'octubre de 2013, 15 dies abans del seu aniversari.

## Filmografia

### Cinema
| Any  | Pel·lícula                         | Personatge                |
| ---- | ---------------------------------- | ------------------------- |
| 2002 | El rey de la granja                | Mamen                     |
| 2010 | Hidalgo: La historia jamás contada | Marquesa de Villavicencio |
| 2011 | Operación Malaya                   | Arantxa                   |
| 2014 | Cobayas: Human Test                | Sara                      |
| 2015 | La puerta abierta                  | Isabel                    |
| 2015 | 100 años después. Antonio Machado  | Guiomar                   |
| 2016 | The Beginning                      | Marta                     |
| 2018 | El Mundo es Suyo                   | Lorena                    |

### Televisió
| Any       | Sèrie                            | Personatge       | Notes       |
| --------- | -------------------------------- | ---------------- | ----------- |
| 1996      | Médico de familia                | Pepa             | 1 episodi   |
| 1997      | La casa de los líos              | Dama del Amor    | 1 episodi   |
| 2003      | Un paso adelante                 | Mar              | 1 episodi   |
| 2004      | Casi perfectos                   |                  | 1 episodi   |
| 2008      | Planta 25                        | Mireia           | 7 episodios |
| 2008      | Lalola                           | Miriam           | 2 episodis  |
| 2008-2009 | Escenas de matrimonio            | Ainhoa Vidiella  | 11 episodis |
| 2010      | Capadocia                        | Julieta Pusch    | 2 episodis  |
| 2011      | Ángel o demonio                  | Alexia           | 22 episodis |
| 2014      | Los misterios de Laura           | Amanda del Valle | 1 episodi   |
| 2014      | Cuéntame un cuento: Blancanieves | Eva (madrastra)  | 1 episodio  |
| 2015      | La que se avecina                | Olga Vergel      | 1 episodi   |
| 2015      | El Ministerio del Tiempo         | Susana Torres    | 3 episodis  |
| 2017      | Reyes y estrellas                | Presentadora     | 1 Gala      |

## Premis
- Premio Punto Radio La Rioja a la Millor actriu de sèrie de ficció 2011 per Ángel o demonio.[10]